# Yousef Al-Rawashdeh
Yousef Ahmad Mohammad Al-Rawashdeh (14 de março de 1990) é um futebolista profissional jordaniano que atua como atacante.

## Carreira
Yousef Al-Rawashdeh representou a Seleção Jordaniana de Futebol na Copa da Ásia de 2015.